# Return of the Obra Dinn
Return of the Obra Dinn (с англ. — «Возвращение „Обра Динн“») — приключенческая компьютерная игра, разработанная и выпущенная геймдизайнером Лукасом Поупом в 2018 году для Windows и MacOS. Это вторая коммерческая игра Поупа после Papers, Please, вышедшей в 2013 году. Действие игры разворачивается на борту вымышленного корабля-призрака «Обра Динн», вернувшегося в родной порт без экипажа и пассажиров через несколько лет после таинственного исчезновения. Игрок в роли страхового инспектора Британской Ост-Индской компании должен определить судьбу каждого из шестидесяти человек, находившихся на корабле — место и обстоятельства их смерти или исчезновения. Игра использует однобитный монохромный графический стиль, вдохновлённый играми на ранних системах Macintosh. Return of the Obra Dinn получила чрезвычайно высокие оценки критиков и была удостоена нескольких наград игровой индустрии, а также была неоднократно названа одной из лучших игр года и десятилетия.

## Игровой процесс
По сюжету, судно «Обра Динн», нанятое Британской Ост-Индской компанией, пропало в 1803 году в плавании, не достигнув Мыса Доброй Надежды. В 1807 году судно возвращается в порт Фалмута, но на борту никого нет — члены экипажа и пассажиры либо погибли, либо пропали без вести. Задача игрока в роли страхового инспектора — осмотреть корабль и установить судьбу всех шестидесяти человек.
Действие игры показывается глазами протагониста, подобно шутерам от первого лица, при этом используется монохромный дизеринг, подражающий картинке самых ранних компьютерных игр. Игрок может полностью обследовать «Обра Динн» в поисках улик. В распоряжении игрока есть всего два орудия — журнал, в который вносятся пометки по расследованию, и магический предмет «Memento Mortem» (с лат. — «помни о смерти»), выглядящий как карманные часы. В журнале содержится поимённый список всех присутствовавших на корабле людей с указанием их должностей, групповые портреты этих людей, схема палуб, а также место для заметок по поводу каждой обнаруженной сцены смерти. Найдя очередные останки, игрок получает возможность активировать волшебные часы и переместиться во времени на момент гибели человека, которому они принадлежат. При этом экран темнеет, и слышны только звуки и разговоры, которые сопровождали последние моменты жизни погибшего. После этого перед игроком открывается статичная сцена момента смерти, которую нужно обследовать.
На первый осмотр сцены игроку даётся одна минута, в конце которой экран затемняется и происходит переход к интерфейсу журнала.
После осмотра игроком вновь найденных сцен смерти, в журнале появляется запись о данном инциденте, где задаются вопросы насчёт личностей участвовавших в этом эпизоде людей, а также способов причинения смерти и личности убийцы, если действовал убийца. Всё это игрок выбирает из выпадающих списков людей и причин смерти. Для каждого из персонажей также показывается уровень сложности от первого до третьего, показывающий, насколько тяжело будет верно определить его судьбу. По мере расследования, игрок продвигается всё дальше и может установить личности людей, участвовавших в ранее виденных событиях, для идентификации которых изначально не хватало данных. При этом для установления конкретных личностей требуется применять дедуктивный метод — например, услышав обращение по имени, игрок может выбрать из списка действующих лиц тех, кто носил это имя, а чтобы сделать окончательный выбор из тёзок, требуется обратить внимание, что, например, персонаж, к которому, судя по всему, обращались, носил форму гардемарина.
Игрок может возвращаться к ранее осмотренным сценам и менять прежде выбранные варианты того, что произошло. При этом время на осмотр уже не ограничено и в показанном пространстве появляется дверь выхода. Игра подтверждает правильность выбора на каждые три полностью правильно описанные смерти — чтобы избежать прохождёния путём полного перебора всех доступных вариантов. Кроме того, внутри одних сцен-воспоминаний, можно также находить новые трупы, благодаря которым можно просматривать связанные уже с ними воспоминания.

## Сюжет
Сюжет игры подаётся в нелинейном порядке, игрок сам волен выбирать, в каком порядке разгадывать личности персонажей и обстоятельства их смерти, однако есть порядок, в котором игрок получает доступ к воспоминаниям. Сюжет разбит на десять глав, первой из которых становится известна десятая, а последней — и только при правильной разгадке всех смертей из остальных глав — восьмая. Каждая глава содержит несколько сцен, в которых происходит минимум одна смерть, причём не всегда смерть человека. По мере просмотра сцен игроку открываются все доступные локации на корабле, палуба за палубой.
Игра начинается с того, что инспектор прибывает на лодке к борту судна «Обра Динн». Лодочник отдаёт ему сундук, в котором лежат журнал и волшебные часы «Memento Mortem» — посылку от Генри Эванса, судового врача «Обра Динн», который является одним из немногих выживших из находившихся на борту людей. На верхней палубе главный герой обнаруживает скелет первого помощника капитана и получает доступ одна за одной к сценам последних смертей на корабле — убийству капитаном Робертом Уиттеролом оставшихся в живых членов экипажа, восставших против него, и самоубийству капитана рядом с трупом жены, уложенным в постель в каюте.
Торговое судно «Обра Динн», принадлежащее Британской Ост-Индской компании, в 1802 году выходит из Фалмута и держит курс на Восток. На его борту 51 член экипажа и 9 пассажиров, в том числе представители знати с Формозы с охраной. Ещё до выхода из порта один из матросов погибает от падения плохо закреплённого груза, а через некоторое время двое других умирают от пневмонии, когда корабль проходит неподалёку от Мадейры. В районе Канарских островов один из помощников капитана Эдвард Николс вместе с сообщниками пытается украсть драгоценную раковину из сундука формозских аристократов. Они убивают пассажира, ставшего свидетелем и подставляют формозского охранника Хук-Сен Лау. Капитан организует суд и приговаривает не говорящего по-английски Хук-Сен Лау к расстрелу. После казни Николс с помощниками берёт в плен знатных формозцев, похищает сундук и совершает побег на двух шлюпках, убив часового.
Однако в открытом море на лодки с заговорщиками нападают русалки с копьями и шипастыми хвостами и убивают почти всех находящихся на лодках, но один из формозских аристократов Ит-Бен Ся успевает открыть сундук с раковиной, которая поражает русалок магией, но сам погибает от ожогов. Единственный оставшийся в живых Николс обнаруживает на спинах русалок такие же раковины, как в сундуке, затаскивает тела русалок в лодку и возвращается на «Обра Динн» с сундуком, однако при приближении его застреливает второй телохранитель формозцев Чо Тан. Капитан приказывает поднять из вернувшейся лодки на борт тела погибших и оглушённых русалок и запереть последних в лазарете, но во время погрузки и транспортировки русалки убивают нескольких членов экипажа и Чо Тана. Стюард капитана Филип Даль пытается убедить остальных выпустить русалок в море и выбросить раковину, убивает в стычке приставленного охранять лазарет матроса и отправляется капитаном под арест (позже он гибнет при попытке открыть сундук с раковиной, как и Ит-Бен Ся).
Через некоторое время на судно нападают таинственные всадники на паукообразных существах, поднявшиеся на борт из-под воды во время ночной грозы. Они пытаются прорваться к лазарету, чтобы освободить русалок, но команда ценой потери многих жизней отбивает это нападение. После этого несколько членов экипажа решаются на побег на одной из шлюпок, но в ту же ночь на судно нападает кракен. По нему стреляют из пушек, атакуют холодным и огнестрельным оружием, но он не отступает и крушит верхнюю палубу, при этом жена капитана погибает, будучи раздавлена упавшей мачтой. В это время капитан спускается в лазарет и пытает русалок, намереваясь заставить их помогать ему. Двое из них сопротивляются и погибают от его рук, но третья соглашается на сделку и кракен уходит. На судне зреет заговор против капитана, между членами экипажа происходит несколько стычек с новыми жертвами, одновременно с этим судовой врач Генри Эванс вместе с тремя сообщниками сбегает на последней шлюпке. Перед этим он убивает свою ручную обезьянку, затащив её в лазарет на цепочке, после чего ампутирует ей кисть. В итоге в живых на судне остаётся только капитан и трое членов команды, намеревающихся его свергнуть. Он убивает всех заговорщиков, при этом из его слов становится понятно, что он выбросил все раковины за борт и выпустил последнюю русалку, чтобы выполнить свою часть сделки и чтобы корабль вернулся обратно. Оставшись на судне в одиночестве, капитан принимает решение застрелиться.
Изучив обстоятельства всех доступных смертей (кроме произошедших в лазарете) инспектор может покинуть судно, после чего составляется список со страховыми выплатами за каждую смерть. После этого он отправляет заполненный журнал по указанному в нём адресу Генри Эвансу. Если игрок верно разгадал все увиденные сцены смерти, то в финальной части некоторое время спустя инспектор получает посылку с засушенной лапой обезьяны и с её помощью может увидеть произошедшее в лазарете и составить полную картину событий на судне «Обра Динн».

## Разработка
Лукас Поуп был сотрудником Naughty Dog и участвовал в разработке Uncharted и Uncharted 2 во время работы в этой студии. После выпуска второй части и начала работы студии над третьей, Поуп решил уйти в свободное плавание и заняться разработкой игр в одиночку, сконцентрировавшись на меньших и более необычных играх. В 2013 году он выпустил Papers, Please и получил благодаря этому определённую известность. Разработчик признавался, что Papers, Please продавалась достаточно хорошо, чтобы можно было не торопиться с созданием второй крупной игры, к тому же популярность и качественное исполнение первого творения задали планку ожидания от его следующего продукта.
Papers, Please представляет собой двумерную игру с пиксельной графикой, поэтому в Return of the Obra Dinn Лукас Поуп решил использовать совершенно другую визуальную технику. Разработчик признавался, что первым решением, сделанным в отношении будущей игры была стилистика — однобитная трёхмерная графика, вдохновлённая играми для ранних компьютеров Macintosh, которыми он увлекался в детстве. Создатель экспериментировал с различными вариантами визуального представления однобитной графики и в итоге выбрал дизеринг. Он рассказывал, что прежде всего ориентировался на то, как игра будет выглядеть в оконном режиме, а не полноэкранном, с оглядкой всё на те же старые игры его детства.

Я выбрал эту эстетику, потому что она с одной стороны выделяла [игру] среди других, а с другой идеально подходила для того, чтобы скрывать что-то, оставлять вне поля зрения. Освещение очень резкое, и множество деталей ускользают. Для меня как разработчика это преимущество, поскольку у меня нет возможности сосредоточиться на всех деталях, но для меня как игрока это тоже преимущество, поскольку так остаётся больше свободного пространства, которое необходимо заполнять и домысливать мелочи. Мне кажется, гораздо страшнее видеть силуэт чудища, чем видеть его во всех подробностях.
Оригинальный текст (англ.)
I chose the aesthetic because it stood out, but I also chose it because it's a good style if you want to obscure things, if you want to leave stuff out. The lighting is very sharp, and it leaves a lot of detail out. For me, it's a benefit as a developer, because I don't have the bandwidth to put in all those details, but it's also a benefit as a player, because there's more empty space for them to fill in the blanks and imagine those details. For me, it's a lot scarier to see the silhouette of the creature, rather than all the details at once.

— Лукас Поуп
Первоначально для игры задумывался древнеегипетский сеттинг, но уже в первые недели разработки Поуп пришёл к выбору торгового судна начала XIX века в качестве места действия. Также он сразу выбрал, что в игре будет использоваться вид от первого лица, однако с тем, что будет собой представлять геймплей, создатель определился не сразу. Согласно изначальной идее, игрок должен был попадать в тело погибшего персонажа и видеть минуту жизни того его глазами или даже воспроизводить обстоятельства, приведшие к гибели, но Поуп быстро отказался от этой идеи — с одной стороны, это требовало очень много трудов на создание, с другой стороны стало известно о разработке What Remains of Edith Finch со схожей геймплейной идеей. Поэтому Поуп пришёл к итоговому варианту показа статичных сцен смерти. В мае 2014 года автор сделал анонс игры, сообщив общие детали и завязку сюжета, а также то, что движком игры станет Unity, добавив, что с подробностями пока не определился и сам. В анонсе он обещал закончить игру в ближайшие полгода.
В октябре 2014 года Лукас Поуп выпустил первую публичную демо-версию игры, в которой игрок мог ходить по кораблю и осмотреть первые сцены игры с гибелью последних членов экипажа. При этом демо-версия не содержала большую часть обстановки корабля, волшебные часы назывались «Memento Mortis», а не «Memento Mortem», а вместо книги был свиток с именами персонажей. Получив первые отзывы об этой версии, Поуп понял, что восстанавливать причины смерти игрокам будет куда проще, чем соотносить личности людей с их именами. Тогда он принял решение, что раз лицо жертвы является очень важным для понимания игроком происходящего, оно всегда должно быть хорошо различимо: в итоговой версии игры вне зависимости от обстановки лица подсвечиваются сверху вниз, чтобы можно было различать детали.
Следующее демо Поуп подготовил к Game Developers Conference 2016 года. Как и в демо 2014 года, игроку было доступно только начало игры, однако оно уже приблизилось к финальному варианту — главный герой попадал на судно на лодке, а корабль был более детализован; к тому же в сценах смерти появилась дымка, ограничивающая доступную для исследования территорию подобно туману войны, а также выход при повторном просмотре. Разработчику нравилась эта версия, он получил на неё позитивный отклик и принялся сочинять полноценную историю для всех 60 персонажей.
Для выставки PAX Australia, проходившей в ноябре 2016 года, было создано новое демо, включавшее гораздо больше персонажей. В первых демо-версиях игрок изучал лишь пять смертей, к тому же четыре из них были поданы в хронологическом порядке, и интерфейс не давал запутаться в увиденном, но когда перед игроками открылось ещё 13 новых сцен смерти на разных палубах и без упорядочивания по времени, разбираться стало сложнее. Разработчик понял, что стройная картина происходящего есть только в его воображении, и требуется способ, чтобы можно было создать её в голове у каждого игрока. Изначально он пытался сделать интерфейс игры проще, чем он был в Papers, Please, где игрок в роли инспектора-пограничника был вынужден пользоваться множеством штампов и документов, и поэтому когда понял, что список-свиток персонажей не работает, решил придать ему структуру, оформив в виде книги. У него появилась идея дать сгруппировать сцены в главы и дать каждой сцене внутри главы номер, чтобы легко можно было понять их последовательность. Кроме того, в интерфейсе книги оставалось достаточно свободного места, чтобы не беспокоиться о том, как должен размещаться текст при локализации — подобная проблема доставила Поупу достаточно хлопот при локализациях Papers, Please, над оформлением которых он работал сам после выхода оригинальной игры. Также перспективы локализации на различные языки заставили уделять внимание грамматической структуре описываемых причин смерти: Поуп приводил в пример английское слово knifed («зарезанный ножом»), которому сложно подобрать прямой аналог в переводе, а значит, оно плохо подходит для игры.
В итоге книга стала представлять собой особый гипертекст со ссылками на действующих лиц, при этом игрок мог делать закладку на какой-либо странице и переходить к содержанию из любого места. Разработчик сравнивал книгу со стеком HyperCard, позволявшим визуально организовывать информацию на Mac OS. В остальном автор пытался сделать интерфейс книги как можно более интуитивно понятным — линейное повествование при итоговом заполнении, возможность листать страницы по одной, отдельные разделы с планами судна и портретами персонажей, потому как не хотел, чтобы в игре присутствовали отдельные обучающие уровни или справочные тексты.
Несмотря на внешний вид, отсылающий к играм 1980-х, Поуп решил, что не будет в игре использовать midi-синтезаторы, чтобы воспроизводить музыкальное оформление той эпохи, а предпочёл этому оркестровую музыку в стилистике XIX века, когда происходит действие игры. Создатель задумывал, что для каждого из 49 одноминутных флэшбеков он сочинит собственную мелодию, но в итоге ограничился тем, что для каждой из десяти глав была написана пара композиций, которые чередовались между собой в рамках главы. Также на одном из этапов разработки он высказывал сожаления по поводу того, что замахнулся на четырёхпалубное судно, а не трёхпалубное, но всё же не стал заниматься перепланировкой помещений, оставив четыре палубы — главную палубу, батарейную палубу, орлопдек и грузовой трюм.
Поуп раздумывал над вещами, которые не может совершать игрок, например, над взаимодействиями с окружающими предметами кроме открытия дверей, но решил не усложнять игру. Кроме того он не стал добавлять в игру возможность быстрого перемещения между обнаруженными местами смертей с помощью книги, потому что считал, что это разрушит восприятие пространства и величины судна, и предпочёл, чтобы игрок всё время перемещался по палубам пешком, слушая скрип обуви страхового инспектора о корабельные доски. Кнопку мгновенного возврата из просмотра воспоминания он тоже посчитал разрушающей атмосферу и не стал добавлять в итоговую версию игры.
Разработчик говорил, что если бы игрой занималась команда специалистов, а не он в одиночку, то игру можно было бы закончить гораздо быстрее, а не тратить на неё четыре с половиной года, однако плюсом такого способа работы ему виделось то, что в любой момент он мог вырезать разонравившийся элемент из игры без опаски обидеть коллегу, который над этим работал, и без необходимости совещаний.

## Выпуск
Игра была выпущена 18 октября 2018 года на Windows и MacOS. Поуп признавался, что не вкладывался специально в рекламу, потому что боялся заставлять людей покупать то, что им может не понравиться; вместо этого он рассчитывал, что игроки будут сами советовать игру друзьям после знакомства с ней.
В апреле 2019 года Поуп сообщал, что многие люди спрашивали о версии для Nintendo Switch практически со дня выпуска компьютерной версии, но тогда он не мог сказать ничего определённого. Кроме того, он рассуждал, что в случае выпуска на потоковом сервисе Google Stadia игра потеряет остроту своего внешнего вида, как она теряет, по его мнению, в записях на YouTube. В сентябре 2019 года выход игры на Nintendo Switch был анонсирован в рамках мероприятия Nintendo Direct. Консольная версия игры для Nintendo Switch, Xbox One и Playstation 4 вышла 18 октября 2019 года, ровно через год после выпуска оригинала. При этом портированием занимался не сам Поуп, а британская студия Warp Digital.
В июле 2020 года американский игровой дистрибьютор Limited Run Games, специализирующийся на продаже физических копий игр, распространяющихся преимущественно через цифровое скачивание, анонсировал издание на физических носителях Return of the Obra Dinn в версиях для Playstation 4 и Nintendo Switch. Одновременно с этим компания открыла сбор предзаказов на издание Papers, Please для PS Vita. Кроме стандартного издания, в которое входит только копия Return of the Obra Dinn, издатель предложил также и ограниченное коллекционное издание, в которое дополнительно входят два постера, диск с саундтреком и книга страхового инспектора. Общий тираж коллекционных изданий при этом ограничен 750 копиями для Playstation 4 и 1000 копий для Nintendo Switch.

## Отзывы и награды
| Сводный рейтинг       | Сводный рейтинг          |
| Агрегатор             | Оценка                   |
| --------------------- | ------------------------ |
| GameRankings          | 89,12 %                  |
| Metacritic            | 89/100                   |
| OpenCritic            | 90/100                   |
| Иноязычные издания    |                          |
| Издание               | Оценка                   |
| Destructoid           | 9,5/10                   |
| Eurogamer             | Essential                |
| Game Informer         | 8,75/10                  |
| GameSpot              | 9/10                     |
| IGN                   | 9,2/10                   |
| PC Gamer (US)         | 90/100                   |
| PC World              | [ 53 ]                   |
| The Tech              | [ 54 ]                   |
| Русскоязычные издания |                          |
| Издание               | Оценка                   |
| Riot Pixels           | 71 %                     |
| StopGame.ru           | «Изумительно»            |
| «Игры Mail.ru»        | 9/10                     |
| Награды               |                          |
| Издание               | Награда                  |
| Edge                  | «Лучшая игра года на PC» |

После выхода Return of the Obra Dinn собрала большое количество положительных рецензий — средний балл на Metacritic на основе 35 рецензий критиков составил 89 пунктов из 100, а средний пользовательский рейтинг — 8,1 из 10. Её средний балл оказался в десятке самых высоких за 2018 год.
Рецензент Eurogamer Кристиан Донлан сравнил процесс сопоставления лиц персонажей с их именами с игрой в судоку, в которой вместо цифр перебор ограничивают упоминающиеся родственные связи, акценты говорящих, а также форма, которую они носят. Он особо похвалил воссозданную атмосферу жизни на корабле в плавании во всех подробностях с учётом всех необходимых на судне специалистов. По его словам, Лукасу Поупу удалось то, о чём рассуждала Томасина из пьесы Тома Стоппарда «Аркадия» — «разделить вещи, а не смешивать их», поскольку, обращаясь в воспоминания, игрок сначала слышит происходящее в прогрессе, но ничего не видит, а потом может осмотреть в подробностях всего один статичный момент. Джейви Гуолтни из Game Informer положительно отметил, что цели, которые стоят перед игроком, просты и понятны, но при этом достичь их сложно. Однако он поставил игре в вину то, что история кажется всеобъемлющей (англ. overarching), и потому в ней слишком тяжело разобраться игроку, хотя отдельные мелкие эпизоды и поданы, по его мнению, на высоком уровне. Патрик Хэнкок из Destructoid назвал Return of the Obra Dinn первой игрой, в которой действительно можно ощущать себя детективом, при этом описав саму детективную механику как «Cluedo на крэке». Журналист IGN Том Маркс высоко оценил звуковое оформление, причём не только музыкальное сопровождение, но и озвучку персонажей. Он подчеркнул, что игра не пытается вывести важные для расследования улики на первый план с помощью подсветки объектов (в противоположность он поставил «Ведьмака 3»), заставляя игрока самостоятельно присматриваться к деталям. При этом он посчитал некоторые описания причин смерти запутывающими, например, наличие разных вариантов «утонул» и «выпал за борт». Обозреватель The Guardian Саймон Паркин посчитал, что Поупу удалось воспроизвести трудоёмкость работы по сбору улик, а также назвал его человеком эпохи Возрождения за то, что он совместил в себе роли программиста, дизайнера, композитора и многих других.
Георгий Курган, написавший обзор для портала Игры@Mail.Ru, сравнил процесс расследования с усложнённой игрой в «данетки» и поставил в достоинство игре то, что за внешним сходством геймплея с симуляторами ходьбы скрывается интерактивный детектив, требующий эрудиции и концентрации. Алексей Лихачёв, рецензент StopGame, похвалил то, что автору удалось сделать несколько помогающих в расследовании механик — отметки напротив реплик жертвы в записях диалогов, постепенно проступающую резкость на лицах с групповых портретов в книге, глоссарий с морскими терминами — и при этом не перегрузить ими игру. По его мнению, выпущенный продукт оправдал четыре года ожиданий после анонса. Ефим Гугнин из DTF похвалил эстетику игры за неторопливость и размеренность процесса, однако посчитал сюжет не особо впечатляющим. Он назвал удовольствие, получаемое игроком от очередной правильно разгаданной загадки, гораздо большим, чем в других играх, сравнив игрока с мореплавателем, открывающим новую землю. Однако однообразие расследования, по его словам приводит игрока к фрустрации и выгоранию ещё до конца расследования всех судеб, что может быть частью авторского замысла создать игру о тяготах рутинной работы страхового инспектора. Александр Олбут, написавший рецензию для Riot Pixels, поставил Return of the Obra Dinn сравнительно низкую оценку — 71 %. Он отметил, что играть в неё невероятно интересно и первые 10 часов расследования игрок проведёт в восторге, но раскритиковал сюжет. По его мнению, игре недостаёт морской романтики, а обилие мистики и возможность закончить игру, не раскрыв весь сюжет, он посчитал существенными недостатками, мешающими получать удовольствие от игры до самого финала. Сергей Цилюрик, автор рецензии на портале Канобу, назвал сюжет не стоящим похвал, но за концептуальную, геймплейную и эстетическую уникальность назвал Return of the Obra Dinn одной из наиболее выдающихся игр 2018 года.
Return of the Obra Dinn получила премию BAFTA в области игр 2019 года в номинациях «Artistic Achievement» и «Game Design», а также множество других наград и номинаций:
| Год  | Награда                                       | Категория                              | Оригинальное название                           | Итог      | Источник             |
| ---- | --------------------------------------------- | -------------------------------------- | ----------------------------------------------- | --------- | -------------------- |
| 2018 | The Game Awards                               | Лучшая независимая игра                | Best Independent Game                           | Номинация | [ 62 ] [ 63 ]        |
| 2018 | The Game Awards                               | Лучшее визуальное оформление           | Best Art Direction                              | Победа    | [ 62 ] [ 63 ]        |
| 2018 | Titanium Awards                               | Игра года                              | Game of the Year                                | Номинация | [ 64 ] [ 65 ]        |
| 2018 | Titanium Awards                               | Лучшая инди-игра                       | Best Indie Game                                 | Победа    | [ 64 ] [ 65 ]        |
| 2018 | Titanium Awards                               | Лучший нарративный дизайн              | Best Narrative Design                           | Номинация | [ 64 ] [ 65 ]        |
| 2018 | Titanium Awards                               | Лучший гейм-дизайн                     | Best Game Design                                | Номинация | [ 64 ] [ 65 ]        |
| 2019 | New York Game Awards                          | Офф-Бродвей-премия за лучшую инди-игру | Off Broadway Award for Best Indie Game          | Номинация | [ 66 ]               |
| 2019 | D.I.C.E. Awards                               | Игра года                              | Game of the Year                                | Номинация | [ 67 ]               |
| 2019 | D.I.C.E. Awards                               | Приключенческая игра года              | Adventure Game of the Year                      | Номинация | [ 67 ]               |
| 2019 | D.I.C.E. Awards                               | Выдающиеся достижения в гейм-дизайне   | Outstanding Achievement in Game Design          | Номинация | [ 67 ]               |
| 2019 | D.I.C.E. Awards                               | Выдающиеся достижения в режиссуре игр  | Outstanding Achievement in Game Direction       | Номинация | [ 67 ]               |
| 2019 | D.I.C.E. Awards                               | Выдающиеся достижения в сюжете         | Outstanding Achievement in Story                | Номинация | [ 67 ]               |
| 2019 | D.I.C.E. Awards                               | Выдающиеся достижения                  | Outstanding Achievement for an Independent Game | Номинация | [ 67 ]               |
| 2019 | NAVGTR Awards                                 | Игра, пазл                             | Game, Puzzle                                    | Номинация | [ 68 ]               |
| 2019 | SXSW Gaming Awards                            | Мастерство в художественном оформлении | Excellence in Art                               | Номинация | [ 69 ]               |
| 2019 | SXSW Gaming Awards                            | Мастерство в дизайне                   | Excellence in Design                            | Номинация | [ 69 ]               |
| 2019 | Independent Games Festival Awards             | Гран-при Шеймуса Макнелли              | Seumas McNally Grand Prize                      | Победа    | [ 70 ] [ 71 ]        |
| 2019 | Independent Games Festival Awards             | Мастерство в визуальном оформлении     | Excellence in Visual Art                        | Номинация | [ 70 ] [ 71 ]        |
| 2019 | Independent Games Festival Awards             | Мастерство в нарративе                 | Excellence in Narrative                         | Победа    | [ 70 ] [ 71 ]        |
| 2019 | Independent Games Festival Awards             | Мастерство в звуке                     | Excellence in Audio                             | Номинация | [ 70 ] [ 71 ]        |
| 2019 | Independent Games Festival Awards             | Мастерство в дизайне                   | Excellence in Design                            | Номинация | [ 70 ] [ 71 ]        |
| 2019 | Game Developers Choice Awards                 | Игра года                              | Game of the Year                                | Номинация | [ 72 ] [ 73 ]        |
| 2019 | Game Developers Choice Awards                 | Лучший нарратив                        | Best Narrative                                  | Победа    | [ 72 ] [ 73 ]        |
| 2019 | Game Developers Choice Awards                 | Лучшее визуальное оформление           | Best Visual Art                                 | Номинация | [ 72 ] [ 73 ]        |
| 2019 | Game Developers Choice Awards                 | Награда за инновацию                   | Innovation Award                                | Номинация | [ 72 ] [ 73 ]        |
| 2019 | Премия Британской Академии в области видеоигр | Лучшая игра                            | Best Game                                       | Номинация | [ 61 ] [ 74 ] [ 75 ] |
| 2019 | Премия Британской Академии в области видеоигр | Артистические достижения               | Artistic Achievement                            | Победа    | [ 61 ] [ 74 ] [ 75 ] |
| 2019 | Премия Британской Академии в области видеоигр | Гейм-дизайн                            | Game Design                                     | Победа    | [ 61 ] [ 74 ] [ 75 ] |
| 2019 | Премия Британской Академии в области видеоигр | Игровые инновации                      | Game Innovation                                 | Номинация | [ 61 ] [ 74 ] [ 75 ] |
| 2019 | Премия Британской Академии в области видеоигр | Нарратив                               | Narrative                                       | Номинация | [ 61 ] [ 74 ] [ 75 ] |
| 2019 | Премия Британской Академии в области видеоигр | Оригинальность                         | Original Property                               | Номинация | [ 61 ] [ 74 ] [ 75 ] |
| 2019 | Italian Video Game Awards                     | Лучшая режиссура                       | Best Art Direction                              | Номинация | [ 76 ]               |
| 2019 | Italian Video Game Awards                     | Лучшая инди-игра                       | Best Indie Game                                 | Номинация | [ 76 ]               |

Кроме того, многие издания включили Return of the Obra Dinn в свои списки лучших игр 2018 года: среди них были The Verge, USGamer, GameSpot, The Nerdist, The Daily Telegraph, The New Yorker, «Игромания». Портал DTF поставил игру на 3 место среди всех вышедших в 2018 году. Бронзу в своём топ-10 за год ей отдал и портал Канобу. Polygon отдал игре второе место в своём списке лучших игр 2018 года. Британский журнал Edge поставил игру на третье место среди всех вышедших на любых платформах игр 2018 года, отдал второе место в номинациях «Лучший визуальный дизайн» и «Лучший аудио-дизайн» и первое место в номинациях «Лучшее повествование» и «Игра года на PC». В опросе представителей индустрии разработки компьютерных игр и игровых журналистов, устроенном DTF, Return of the Obra Dinn назвали игрой года Александра «Альфина» Голубева, работавшая в тот момент нарративным дизайнером в Ice-Pick Lodge, и редактор Kotaku Джейсон Шрайер.
Некоторые издания впоследствии отмечали заслуги Return of the Obra Dinn в развитии жанра и компьютерных игр в целом. The Escapist отметил игру среди тех, которые повлияли на развитие нарративного дизайна и сторителлинга в 2010-е годы. «Игромания» включила её в десятку лучших нарративных игр десятилетия и в подборку самых ярких игр, созданных разработчиками-одиночками. Когда IGN составила список лучших игр десятилетия по мнению разработчиков компьютерных игр, Return of the Obra Dinn была названа среди прочих студийным директором Creative Assembly Тимом Хитоном. Журналисты Polygon поставили игру на 12 место в сотне лучших среди всех вышедших с 2010 по 2019 годы. Кроме того, критик Том Фрэнсис выделил отдельный поджанр — информационные игры, к которому отнёс Return of the Obra Dinn, Heaven’s Vault, Outer Wilds и Her Story. Признаком поджанра он посчитал получение ключевой информации как цель и использование только предыдущей информации как средство.